# (5614) Yakovlev
(5614) Yakovlev es un asteroide perteneciente al cinturón de asteroides descubierto el 11 de noviembre de 1979 por Nikolái Stepánovich Chernyj desde el Observatorio Astrofísico de Crimea (República de Crimea).

## Designación y nombre
Designado provisionalmente como 1979 VN. Fue nombrado Yakovlev en honor de Konstantin Karol'evich Yakovlev, director de la empresa de producción científica "Blok" de San Petersburgo. Yakovlev se interesa por la astronomía y presta asistencia técnica para la restauración del telescopio de Crimea de 64 cm y lo equipa para la observación de objetos cercanos a la Tierra.

## Características orbitales
Yakovlev está situado a una distancia media del Sol de 2,873 ua, pudiendo alejarse hasta 3,812 ua y acercarse hasta 1,933 ua. Su excentricidad es 0,327 y la inclinación orbital 6,671 grados. Emplea 1778,89 días en completar una órbita alrededor del Sol.

## Características físicas
La magnitud absoluta de Yakovlev es 13,4. Tiene 13,048 km de diámetro y su albedo se estima en 0,06. 